# Mravince
Mravince je naselje smješteno na južnim padinama planine Mosora, u općini Solin.
Mravince je najpoznatije po starohrvatskom groblju iz ranog srednjeg vijeka kao i po nekoliko sportskih klubova. Rodno je mjesto Tončija Petrasova Marovića.

## Povijest
Do konca 20. stoljeća su bile veličine sela, ali glede porasta broja stanovnika i promjene strukture zaposlenih prema odjeljku zapošljavanja (pomak s primarnih na sekundarne i tercijarne gospodarske djelatnosti), može ih se smatrati i „mjestom“, ali ne i gradićem.

## Stanovništvo
Prema popisu stanovnika iz 2001. godine, Mravince imaju 1.255 stanovnika. Apsolutnu većinu stanovnika čine katolički Hrvati.
| broj stanovnika | 197   | 255   | 270   | 308   | 407   | 504   | 529   | 734   | 740   | 784   | 827   | 945   | 936   | 1117  | 1255  | 1628  | 1717  |
|                 | 1857. | 1869. | 1880. | 1890. | 1900. | 1910. | 1921. | 1931. | 1948. | 1953. | 1961. | 1971. | 1981. | 1991. | 2001. | 2011. | 2021. |

## Šport
Najpoznatiji sportski klub iz Mravinaca je šahovski klub „Mravince“, višestruki prvak Republike Hrvatske.
U Mravincima djeluje i nogometni klub Sloga, koji je većim dijelom svoga postojanja bio niželigaš, a u sezoni 2019./20. su se natjecali u 3. HNL – Jug. Navijači Sloge su znani pod imenom Zvrčari.
U novije vrijeme u Mravincima uspješno djeluje streljački klub S.K. Mravince, koji su aktualni ekipni i pojedinačni prvaci Hrvatske u disciplini skeet.

## Poznate osobe
- Benedikta Zelić Bućan, povjesničarka
- Tonči Petrasov Marović, pjesnik i dramatičar
- Ivan Marović, nogometaš
- Ivan Marović, arheolog
- Šime Marović, svećenik i skladatelj
- Jagoda Marović Sinti, pjesnikinja i slikarica
- Marija Marović, streljašica
- Mate Peroš, odvjetnik
- Frane Tente, žrtva komunističkog režima
- Jozo Andrić, slikar
- Lorena Bućan, pjevačica

## Vanjske poveznice
1. ↑  Registar prostornih jedinica Državne geodetske uprave Republike Hrvatske. Wikidata Q119585703
2. ↑  Popis stanovništva, kućanstava i stanova 2021. – stanovništvo prema starosti i spolu po naseljima (hrvatski i engleski). Državni zavod za statistiku. 22. rujna 2022. Wikidata Q118496886
3. ↑  Naselje i odredišni poštanski ured. Hrvatska pošta. Pristupljeno 3. siječnja 2022.
4. ↑  Službene stranice kluba. Inačica izvorne stranice arhivirana 28. svibnja 2017. Pristupljeno 11. kolovoza 2021. journal zahtijeva |journal= (pomoć)